# Tångerdasjön
Tångerdasjön är en sjö i Vetlanda kommun i Småland och ingår i Emåns huvudavrinningsområde. Sjön är 2,6 meter djup, har en yta på 0,143 kvadratkilometer och befinner sig 214,2 meter över havet. Vid provfiske har bland annat abborre, gädda, mört och ruda fångats i sjön.

## Delavrinningsområde
Tångerdasjön ingår i det delavrinningsområde (637049-145493) som SMHI kallar för Mynnar i Emån. Medelhöjden är 211 meter över havet och ytan är 22,05 kvadratkilometer. Det finns ett delavrinningsområde uppströms, och räknas det in blir den ackumulerade arean 29,79 kvadratkilometer. Vetlandabäcken som avvattnar avrinningsområdet har biflödesordning 3, vilket innebär att vattnet flödar genom totalt 3 vattendrag innan det når havet efter 158 kilometer. Delavrinningsområdet består mestadels av skog (53 %). Avrinningsområdet har 0,21 kvadratkilometer vattenytor vilket ger det en sjöprocent på 0,9 %. Bebyggelsen i området täcker en yta av 6,53 kvadratkilometer eller 30 % av avrinningsområdet.

## Fisk
Vid provfiske har följande fisk fångats i sjön:
- Abborre
- Gädda
- Mört
- Ruda
- Sutare